# Parlamento ciudadano de México

## Parlamento Ciudadano de México
El Parlamento Ciudadano de México (PACIME), se instaló el 31 de octubre de 2009 en la Ciudad de México, Distrito Federal, como el resultado del trabajo realizado por el Consejo Ciudadano 100 por México, A.C. El PACIME es el primer Parlamento Ciudadano en México, concebido como un espacio incluyente, plural, democrático, deliberativo y propositivo para fomentar la participación ciudadana y la coadyuvancia con todas las instituciones gubernamentales; cuenta con 300 parlamentarios de todo el país los cuales están comprometidos con los ciudadanos.
Está integrado por ciudadanos quienes decidieron de forma libre y voluntaria trabajar por México. Su actuar es apartidista, responsable y apegado a las instituciones del Estado de Derecho. Es un puente de comunicación entre gobernantes y gobernados, pero también actúa como fiscalizador del ejercicio público desde la perspectiva social.
El objetivo primordial del PACIME es vía la institución ciudadana e impulsar la eficiencia de las instituciones gubernamentales y se propicie la prosperidad social y de esta forma fortalecer a México, tanto en su desarrollo político, social y económico.

## Historia
El PACIME surge como la respuesta a las necesidades de los ciudadanos, en virtud de la crisis tanto económica como política que se está viviendo en nuestro país, la ciudadanía tiene el derecho a saber y opinar en la toma de decisiones de los tres órdenes de gobierno por ello en el año 2002 un grupo de ciudadanos preocupados por la calidad de su entorno cercano decidieron organizarse en una asociación denominada Consejo Ciudadano 100 por Guadalajara, A.C., transitando al Consejo Ciudadano 100 por Jalisco, A.C. en 2004 y en el 2008 se formó finalmente el Consejo Nacional Ciudadano 100 por México, A.C. Extendiéndose con la creación de Consejos Ciudadanos Estatales, Distritales y Municipales. Es una Asociación sin fines de lucro, integrado por personas interesadas en el desarrollo armonioso y próspero de su comunidad, su ciudad y su estado, proponiendo mejoras al desempeño de los diferentes órdenes de gobierno y encabezando proyectos de asistencia social y apoyo comunitario, para mejorar la calidad de vida de los mexicanos.
El Consejo Ciudadano 100 por México está integrado por miembros de los sectores productivos, empresariales, industriales, comerciales y profesionales, asociaciones de vecinos, diversas organizaciones religiosas, sociales, intelectuales distinguidos, defensores de la cultura,  de la ecología, miembros de los medios de comunicación, entre otros.

## Misión
Su misión es realizar, organizar, fomentar y promover estudios, investigaciones y actividades con la finalidad de coadyuvar al desarrollo integral de la comunidad mexicana y la preservación de sus tradiciones y cultura. Por ello se propuso la creación de un organismo el cual pudiera darle una voz a la ciudadanía de manera concreta y específica; para lo cual se realizaron diversos Foros regionales en el país en los cuales se recabaron todo tipo de demandas ciudadanas, elaborándose con ellas el documento “Demandas Ciudadanas 2010” (enlace roto disponible en Internet Archive; véase el historial, la primera versión y la última)., conteniendo seis apartados; Democratización de las Instituciones, Economía y Competitividad, Seguridad Pública y Derechos Humanos, Medio Ambiente y Equilibrio Ecológico, Educación y Valores y finalmente y no menos importante, Salud y atención a grupos vulnerables. A partir de éstos foros se dio la creación del 1.er. Parlamento Ciudadano de México.

## Integrantes
Consejo Nacional de Operación 2009-2014
Presidente:
Dr. I. Américo Alatorre Ozuna.
Vicepresidente de Organización:
Sra. Carmen Peralta Quintero.
Vicepresidente de Administración y Finanzas:
Dr. Martin Rodríguez Sánchez.
Srio. Técnico de Admón. y Finanzas:
C.P. Rafael Matute Veytia.
Vicepresidente de Vínculos Legislativos:
C. Celestino Salcedo Flores
Vicepresidente de Asuntos del Poder Ejecutivo:
Lic. José Merino Castejón.
Vicepresidente de Asuntos del Poder Judicial:
Lic. Mirelle Rocatti Velázquez.
Vicepresidente de Asuntos del Poder Legislativo:
Mtro. Mauricio Valdés Rodríguez.
Vicepresidente de Asuntos de Entidades Federativas:
Lic. Teresa de Jesús Santa Ana Blake.
Secretario Técnico:
Mtro. Enrique Gerardo Rodríguez Magaña.
Instancias Técnicas de Apoyo General 2009 - 2014
Dirección General Jurídica:
Lic. Eduardo Velasco Briseño
Dirección General de Comunicación Social:
Lic. Francisco Velasco Zapata
Dirección General de Informática y Red:
Ing. Ramón Becerra Reynoso
Dirección General de Relaciones Públicas:
Lic. Dora Ma. Fafutis Morris
Dirección General de Técnica Legislativa:
Lic. José Juan Fuentes Vilchis

## Sedes
El Capítulo Nacional del PACIME tiene su sede en Guadalajara, Jalisco, con sedes locales en Aguascalientes, Baja California, Baja California Sur, Campeche, Coahuila, Colima, Chiapas, Chihuahua, D. F., Durango, Estado de México, Guanajuato, Guerrero, Hidalgo, Michoacán, Morelos, Nayarit, Nuevo León, Oaxaca, Puebla, Querétaro, Quintana Roo, San Luis Potosí, Sinaloa, Sonora, Tabasco, Tamaulipas, Tlaxcala, Veracruz, Yucatán, Zacatecas.

## Funcionamiento y Organización
El PACIME se integra por personas que se distingan por su probada honestidad, calidad moral y experiencia en las diferentes ramas del conocimiento, de la lucha social y la política. A estas personas se les conocerá como Parlamentarios y gozarán de los derechos y atribuciones conferidos en sus estatutos.
No se permitirá el ingreso al PACIME de los titulares de los Poderes y Órganos de Gobierno, por comprometer la independencia y juicio social de sus resoluciones, recomendaciones y propuestas.
Los integrantes del PACIME serán personas con un profundo amor a México, altamente solidarios con la sociedad mexicana, nacionalistas a toda prueba, y dispuestos a defender los intereses de la sociedad, de las familias y del propio Parlamento Ciudadano de México por encima de cualquier interés particular o político. El PACIME se integrará con trescientos parlamentarios, representantes de todos los estados del país, serán designados conforme al procedimiento que señale la Junta Rectora del Consejo Nacional Ciudadano 100 por México.
Como resultado del trabajo del PACIME formarán Parlamentos en todas las entidades federativas y el Distrito Federal.
La estructura orgánica del PACIME se integra por las siguientes instancias:
I. En calidad de Órganos de Gobierno:
```
a. La Asamblea Nacional; y
b. El Consejo de Operación.
```

II. En calidad de Órganos de Consulta:
```
a. Las Comisiones Especiales; y
b. Las Comisiones Temáticas.
```

III. En calidad de Instancias Técnicas:
```
a. Las Direcciones, Coordinaciones, Enlaces y demás Áreas Administrativas que se formen a propuesta del Presidente del Consejo de Operación.
```

El PACIME contará con las siguientes Comisiones Temáticas, pudiendo incrementarse su número cuando la Asamblea Nacional lo estime conveniente según la importancia de los tópicos nacionales:
I. Comisión de Agua;

II. Comisión de Asuntos de la Juventud

III. Comisión de Asuntos Migratorios;

IV. Comisión de Atención a Grupos Vulnerables;

V. Comisión de Ciencia y Tecnología;

VI. Comisión de Combate a la Corrupción;

VII. Comisión de Comunicaciones y Transportes;

VIII. Comisión de Deporte y Recreación; 

IX. Comisión de Derechos y Deberes Humanos;

X. Comisión de Desarrollo Agropecuario;

XI. Comisión de Desarrollo Económico;

XII. Comisión de Desarrollo Empresarial;

XIII. Comisión de Desarrollo Social y Humano;

XIV. Comisión de Educación y Cultura;

XV. Comisión de Energía;

XVI. Comisión de Equidad de Género;

XVII. Comisión de Ética y Valores Universales;

XVIII. Comisión de Federalismo y Desarrollo Municipal;

XIX. Comisión de Medio Ambiente y Recursos Naturales;

XX. Comisión de Participación Cívica y Causas Ciudadanas;

XXI. Comisión de Relaciones Internacionales;

XXII. Comisión de Salud y Prevención;

XXIII. Comisión de Seguridad Pública;

XXIV. Comisión de Trabajo;

XXV. Comisión de Transparencia y Rendición de Cuentas;

XXVI. Comisión de Turismo; y

XXVII. Comisión de Vivienda y Desarrollo Urbano

El PACIME no trata de imponer una nueva estructura política, ni otra organización que se sume a los ya existentes, sin embargo tendrá el privilegio de hacer motu proprio, algo que desde hace mucho tiempo la sociedad mexicana esperaba y necesitaba tener, un foro imparcial, libre, democrático y apartidista desde donde poder decir y ser escuchados por los diferentes Poderes de la Unión, lo que tenemos que decir los ciudadanos de México.

## Primera Asamblea del PACIME
El 30 de enero de 2010 se llevó a cabo la Primera Asamblea del PACIME en Aguascalientes, Aguascalientes; donde asistió el Secretario de Salud Federal, Dr. José Ángel Córdova para dar una conferencia magistral en materia de Salud; pero donde también se llevaron a cabo importantes acuerdos tales como la realización de la Convención Nacional de Contribuyentes (enlace roto disponible en Internet Archive; véase el historial, la primera versión y la última). que se llevara a cabo los días 15, 16 y 17 de marzo de 2010 en la Ciudad de México. Así mismo se acordó publicar un manifiesto hacia las propuestas de Reforma Política que presentó el Presidente Felipe Calderón Hinojosa mismo que se publicó en la página del PACIME (enlace roto disponible en Internet Archive; véase el historial, la primera versión y la última)., así como en diarios de circulación nacional el día 15 de febrero de 2010.

## Segunda Asamblea del PACIME
El 15 de mayo de 2010 se llevó a cabo la Segunda Asamblea del PACIME en Jalapa, Veracruz; donde asistió el presidente de la Comisión Nacional de los Derechos Humanos,  Dr. Raúl Plascencia Villanueva para impartir su conferencia "Los Derechos Humanos en México"; asistió también para inaugurar el gobernador de Veracruz el Lic. Fidel Herrera Beltrán. En esta ocasión se llevó a cabo la votación unánime para autorizar la realización del borrador que se ha de hacer llegar al Congreso de la Unión respecto a la propuesta de Reforma Fiscal que presentará el PACIME.

## Tercer Asamblea del PACIME
El 28 de agosto de 2010 se llevó a cabo la Tercera Asamblea del PACIME en Toluca, Estado de México; la sede fue en el Hotel Quinta del Rey, que organizó la vicepresidenta de Organización, Carmen Peralta Quintero. Se contó con la presencia del presidente del Parlamento Ciudadano de México, Américo Alatorre Ozuna, así como todos y cada uno de los vicepresidentes, Parlamentarios Nacionales y Estatales, e invitados especiales.

## I Convención Nacional del PACIME
El 19 de noviembre de 2010 se llevó a cabo la Primera Convención Nacional del PACIME en Guadalajara, Jalisco. Se contó con la presencia de cientos de Parlamentarios Nacionales y Estatales en la Cámara de Comercio de Jalisco con sede en Guadalajara. El Gobernador del Estado de Jalisco hizo acto de presencia ante los medios de comunicación y los parlamentarios asistentes donde con estas palabras se refirió a las asociaciones civiles "Porque una organización de la sociedad civil si solamente crítica, bueno pues cumple una parte; si además de criticar, propone; si además de proponer, debate; si además de debatir es capaz de llegar a acuerdos y si llegando a acuerdos se compromete a hacer algo, entonces sí estaremos cambiando a nuestro México". Terminó siendo un éxito rotundo y con un nivel político inigualable.

## V Convención Nacional del PACIME
El 8 de noviembre de 2014 se llevó a cabo la V Convención Nacional del PACIME en Guadalajara, Jalisco. La sede fue el edificio del Parlamento Ciudadano de México en Guadalajara. Cientos de Parlamentarios hicieron acto de presencia y se presentaron varias propuestas en el tema de transparencia, acceso a la información, así como diversos programas para el campo y el emprendurismo juvenil.

## VI Convención Nacional del PACIME
El 6 de noviembre de 2015 se llevó a cabo la VI Convención Nacional del PACIME en San Cristóbal de las Casas, Chiapas. Una gran cantidad de Parlamentarios Nacionales y Estatales hicieron acto de presencia en el Auditorio de la Facultad de Derecho con sede en San Cristóbal de las Casas. Se llegaron a varios acuerdos en temas de inmigración, candidaturas independientes y equidad de género.